# Aristida chinensis
Aristida chinensis är en gräsart som beskrevs av William Munro. Aristida chinensis ingår i släktet Aristida och familjen gräs. Inga underarter finns listade i Catalogue of Life.